# Wełkowci (obwód Gabrowo)
Wełkowci (bułg. Велковци) – wieś w Bułgarii, w obwodzie Gabrowo, w gminie Gabrowo. Według danych szacunkowych Ujednoliconego Systemu Ewidencji Ludności oraz Usług Administracyjnych dla Ludności, 15 marca 2016 roku miejscowość liczyła 103 mieszkańców.

## Osoby związane z miejscowością
- Iwan Iwanow (1918) – bułgarski polityk
- Kolio Markow (1931–1996) – bułgarski nauczyciel, autor książki o historii Wełkowci
- Stefan Markow Cankow (1912–1995) – bułgarski wykładowca w Uniwersytecie Gospodarki Narodowej i Światowej
- Simeon Dimitrow Simeonow (1931) – bułgarski ekonomista